# Oscaecilia polyzona
Espèce
Synonymes
- Caecilia polyzona Fischer, 1880

Statut de conservation UICN

 LC  : Préoccupation mineure
Oscaecilia polyzona est une espèce de gymnophiones de la famille des Caeciliidae.

## Répartition
Cette espèce est endémique des plaines Pacifique du Nord-Ouest de la Colombie. Elle se rencontre jusqu'à 50 m d'altitude dans les départements d'Antioquia et de Chocó.
Sa présence est incertaine au Panamá.

## Publication originale
- Peters, 1880 "1879" : Über die Eintheilung der Caecilien und insbesondere über die Gattungen Rhinatrema und Gymnopis. Monatsberichte der Königlichen Preussischen Akademie der Wissenschaften zu Berlin, vol. 1879, p. 924-945 (texte intégral).